# Sant Jordi-díj – Legjobb külföldi színésznő

## Legjobb külföldi színésznő
A legjobb külföldi színésznőnek járó Sant Jordi-díjat 1960 óta osztják ki.
| Év   | Színész Ország             | Film                                                          | Film éve |
| ---- | -------------------------- | ------------------------------------------------------------- | -------- |
| 2011 | Giovanna Mezzogiorno · ITA | Vincere (Vincere)                                             | 2009     |
| 2010 | Charlotte Gainsbourg · ENG | Antikrisztus (Antichrist)                                     | 2009     |
| 2009 | Kristin Scott Thomas · ENG | Oly sokáig szerettelek (Il y a longtemps que je t' aime)      | 2008     |
| 2008 | Cate Blanchett · AUS       | Elizabeth: Az aranykor (Elizabeth: The Golden Age)            | 2007     |
| 2007 | Robin Wright Penn · USA    | Nine Lives (Nine Lives)                                       | 2005     |
| 2006 | Hilary Swank · USA         | Millió dolláros bébi (Million Dollar Baby)                    | 2004     |
| 2005 | Scarlett Johansson · USA   | Elveszett jelentés (Lost in Translation)                      | 2003     |
| 2004 | Julianne Moore · USA       | Az órák (The Hours)                                           | 2002     |
| 2003 | Miranda Richardson · ENG   | Pók (Spider)                                                  | 2002     |
| 2002 | Audrey Tautou · FRA        | Amélie csodálatos élete (Le fabuleux destin d'Amélie Poulain) | 2001     |
| 2001 | Lena Endre · SWE           | Hűtlenek (Trolösa)                                            | 2000     |
| 2000 | Melanie Griffith · USA     | Tűzforró Alabama (Crazy in Alabama)                           | 1999     |
| 1999 | Ariane Ascaride · FRA      | Marius és Jeannette (Marius et Jeannette)                     | 1997     |
| 1998 | Lili Taylor · USA          | Menekülés a pokolból (The Addiction)                          | 1995     |
| 1997 | Brenda Blethyn · ENG       | Titkok és hazugságok (Secrets & Lies)                         | 1996     |
| 1996 | Jessica Lange · USA        | Kék ég (Blue Sky)                                             | 1994     |
| 1995 | Crissy Rock · ENG          | Katicabogár, katicabogár (Ladybird Ladybird)                  | 1994     |
| 1994 | Juliette Binoche · FRA     | Három szín: piros (Trois couleurs: Bleu)                      | 1993     |
| 1993 | Irene Jacob · FRA          | Veronika kettős élete (Le double vie de Véronique)            | 1991     |
| 1992 | Winona Ryder · USA         | Ollókezű Edward (Edward Scissorhands)                         | 1991     |
| 1991 | Sandrine Bonnaire · FRA    | Monsieur Hire (Monsieur Hire)                                 | 1989     |
| 1990 | Isabelle Huppert · FRA     | Női ügyek (Une affaire de femmes)                             | 1988     |
| 1989 | Diane Venora · USA         | Bird - Charlie Parker élete (Bird)                            | 1988     |
| 1988 | Ellen Barkin · USA         | A könnyed élet (The Big Easy)                                 | 1987     |
| 1987 | Sandrine Bonnaire · FRA    | Sem fedél, sem törvény (Sans toi ni loi)                      | 1985     |
| 1986 | Kathleen Turner · USA      | Szenvedélyes bűnök (Crimes of Passion)                        | 1984     |
| 1985 | Hanna Schygulla · GER      | Piera története (Storia di Piera)                             | 1983     |
| 1984 | Joanna Cassidy · USA       | Tűzvonalban (Under Fire)                                      | 1983     |
| 1983 | -                          | -                                                             | -        |
| 1982 | Romy Schneider · Ausztria  | Szerelmi lázálom (Fantasma d'amore)                           | 1981     |
| 1981 | Nicole Garcia · FRA        | Amerikai nagybácsim (Mon oncle d'Amérique)                    | 1980     |
| 1980 | -                          | -                                                             | -        |
| 1979 | -                          | -                                                             | -        |
| 1978 | -                          | -                                                             | -        |
| 1977 | -                          | -                                                             | -        |
| 1976 | -                          | -                                                             | -        |
| 1975 | -                          | -                                                             | -        |
| 1974 | -                          | -                                                             | -        |
| 1973 | Liza Minnelli · USA        | Kabaré (Cabaret)                                              | 1972     |
| 1972 | -                          | -                                                             | -        |
| 1971 | Geneviève Bujold · CAN     | Anna ezer napja (Anne of the Thousand Days)                   | 1969     |
| 1970 | -                          | -                                                             | -        |
| 1969 | -                          | -                                                             | -        |
| 1968 | -                          | -                                                             | -        |
| 1967 | -                          | -                                                             | -        |
| 1966 | Samantha Eggar · ENG       | A lepkegyűjtő (The Collector)                                 | 1965     |
| 1965 | -                          | -                                                             | -        |
| 1964 | -                          | -                                                             | -        |
| 1963 | Sophia Loren · ITA         | Egy asszony meg a lánya (La ciociara)                         | 1960     |
| 1962 | Annie Girardot · FRA       | Rocco és fivérei (Rocco e i suoi fratelli)                    | 1960     |
| 1961 | Anna Magnani · ITA         | A pokol városában (Nella cittá l'inferno)                     | 1959     |
| 1960 | Susan Hayward · USA        | Élni akarok! (I Want to Live!)                                | 1958     |

## Lásd még
- Sant Jordi-díj